# Ван-Бюрен (Нью-Йорк)
Ван-Бюрен (англ. Van Buren) — місто (англ. town) в США, в окрузі Онондага штату Нью-Йорк. Населення — 14 367 осіб (2020).

## Демографія
Згідно з переписом 2010 року, у місті мешкало 13 185 осіб у 5737 домогосподарствах у складі 3453 родин. Було 6099 помешкань
Расовий склад населення:
| - 95,7 % — білих - 1,2 % — чорних або афроамериканців - 0,7 % — азіатів - 0,4 % — корінних американців |

До двох чи більше рас належало 1,6 %. Частка іспаномовних становила 1,8 % від усіх жителів.
За віковим діапазоном населення розподілялося таким чином: 20,4 % — особи молодші 18 років, 61,4 % — особи у віці 18—64 років, 18,2 % — особи у віці 65 років та старші. Медіана віку мешканця становила 43,6 року. На 100 осіб жіночої статі у місті припадало 94,9 чоловіків;  на 100 жінок у віці від 18 років та старших — 92,4 чоловіків також старших 18 років.
Середній дохід на одне домашнє господарство  становив 65 321 долар США (медіана — 53 390), а середній дохід на одну сім'ю — 77 834 долари (медіана — 69 771). Медіана доходів становила 51 750 доларів для чоловіків та 41 709 доларів для жінок. За межею бідності перебувало 7,3 % осіб, у тому числі 11,6 % дітей у віці до 18 років та 3,3 % осіб у віці 65 років та старших.
Цивільне працевлаштоване населення становило 6483 особи. Основні галузі зайнятості: освіта, охорона здоров'я та соціальна допомога — 26,1 %, науковці, спеціалісти, менеджери — 11,0 %, будівництво — 9,0 %, виробництво — 8,6 %.